# Мілітарний
Мілітарний (Militarnyi) — українське онлайн-медіа військової тематики, що існує з 2009 року. Основний контент — новини про силові структури, бойові дії та військову промисловість України та світу.
Команда медіа створила громадську організацію «Український мілітарний центр» у 2017 році.

## Історія
В жовтні 2008 року журналіст Олександр Аргат і школяр Тарас Чмут створили в соцмережі «ВКонтакті» тематичну групу, присвячену військовій тематиці «Українська мілітарія». За кілька місяців вони вирішили створити перший в Україні сайт для популяризації Збройних сил України, а також висвітлення і обговорення проблем у ЗСУ. Сайт отримав назву «Український мілітарний портал», дизайн та програмування виконав Роман Сухан. Портал мав три компоненти: довідкову інформацію, стрічку новин і тематичний форум.
Перша новина на «Українському мілітарному порталі» вийшла 20 лютого 2009 року[відсутнє в джерелі], проєкт діяв на волонтерських засадах: десяток авторів дописували у вільний від роботи й навчання час. Але саме форум і обговорення військовослужбовців та ентузіастів стали головним компонентом порталу, оскільки контенту на сайті виходило мало через незначну кількість подій і тем для матеріалів за тих часів.

### Російсько-українська війна
Новий етап розвитку порталу розпочався після початку війни з РФ 2014 року. Команда MIL.IN.UA заснувала волонтерську ініціативу «Мілітарна допомога», яка доставила першу посилку бійцям 8-го полку спецпризначення 8 червня 2014 року. Допомога різним підрозділам тривала до кінця 2018 року, звіти про зібрані та витрачені кошти публікувалися на порталі.
2015 року головний редактор Тарас Чмут та редактор Михайло Люксіков пішли до лав Збройних сил України, а сайт керувався модераторами, яких обрали з-поміж постійних відвідувачів форуму.
У лютому 2016 року 7 волонтерських організацій (в тому числі і «Мілітарна допомога») ініціювали відставку тодішнього Командувача ВМСУ Сергія Гайдука. Це стало однією з причин звільнення Гайдука Президентом України.
Протягом 2014—2016 років портал, як медіа, не вів активної роботи й оновлювався ситуативно. Одна зі спроб активізувати роботу порталу в цьому напрямку відбулася влітку 2016 року. Тоді сайт отримав новий дизайн і мігрував із CMS Joomla на Wordpress. Другу версію сайту також зробив Роман Сухан. Утім після рестарту команда розійшлася у підходах щодо подальшого формату контенту, що спричинило тривалу паузу в роботі MIL.IN.UA.[джерело?]
Після повернення з військової служби Тараса Чмута команда почала дискусію щодо можливого відновлення роботи порталу як медіа. Роман Сухан передав йому права на сайт. Михайло Люксіков після завершення служби розпочав роботу як постійний редактор і адміністратор «Мілітарного». З 2017 року робота MIL.IN.UA набуває системності.
У грудні 2017 року команда зареєструвала громадську організацію «Український мілітарний центр».
Навесні 2018-го Тарас Чмут та Олександр Аргат записують перші відеоефіри «4-5-0» — обговорення у прямому ефірі головних новин за тиждень. Журналіст Богдан Буткевич запропонував їм реалізувати проєкт як рубрики на каналі «Еспресо». Проєкт виходив на каналі щосуботи протягом літа 2018-го.
У жовтні 2018-го Український мілітарний портал став інформаційним партнером виставок «Зброя і безпека» та «Авіасвіт-XXI».
У листопаді 2018-го на «5 каналі» стартував проєкт команди Мілітарного «Лінія оборони». Загалом вийшло 10 випусків програми.
Навесні 2019-го портал оголосив про краудфандингову кампанію — збір коштів на оновлення сайту. Було оновлено айдентику. На зібрані гроші створили повністю новий сайт, який зберіг публікації і за попередні роки. На порталі з'явився розділ блогів, який об'єднав десятки незалежних авторів.
У грудні 2019 року Тарас Чмут і Олександр Аргат почали випускати мілітарний подкаст (перша назва — «Мілітарка»). З осені 2020-го подкаст виходить у відеоформаті.
6 травня 2021 року портал змінив назву на «Мілітарний».
У 2022 році до команди порталу доєдналася телевізійна журналістка Катерина Супрун, яка взялася за активний розвиток відеоконтенту порталу. Youtube-канал «Мілітарний» має понад 150 тис. підписників. На каналі виходить щоденний проєкт «Мілітарний доповідає», щотижневі стріми «Мілітарні підсумки», а також проєкти «Мілітарний подкаст» і «ДО ЗБРОЇ». 
Протягом 2022-2023 років «Мілітарний» створив англомовну, польську та іспанську версію порталу. За даними аналітики 2/3 аудиторії порталу припадає на іншомовні версії. 
У лютому 2024 року «Мілітарний» оголосив про початок збору коштів на 100 бойових частин для FPV-дронів в рамках допомоги спільному проєкту фонду «Повернись Живим» та мережі АЗК ОККО під назвою «ОКО ЗА ОКО 3». Завдяки донатам від підписників було зібрано більш ніж 1 млн грн, що є еквівалентом 200 бойових частин. 
4 січня 2025 року на порталі вийшла масштабна стаття, про військоіві дії ЗСУ за 2024 року.
31 березня 2025 року портал «Мілітарний» запустив нову версію сайту – Militarnyi.com. Портал отримав новий лаконічний та більш сучасний дизайн, значною мірою орієнтований на мобільні пристрої . 

## Фінансування
Український мілітарний портал фінансує свою діяльність шляхом збору коштів від аудиторії. Портал мобілізує разові пожертви на карткові рахунки, а також розвиває спільноту патронів на краудфандинговій платформі Patreon (станом на липень 2023 роботу порталу підтримує понад 700 осіб на суму близьку до $4000). Також на порталі розміщується реклама від Google.
На порталі можливе комерційне розміщення за умови чіткого маркування «на правах реклами». Команда порталу також надає оборонним компаніям послуги на кшталт виготовлення відеороликів.
Мобілізовані та зароблені кошти витрачаються на винагороду редакторам та утримання інфраструктури вебсайту.